# Света Неделя (Теново)
Вижте пояснителната страница за други значения на Света Неделя.
„Свети Неделя“ (на македонска литературна норма: „Свети Недела“) е православна църква в положкото село Стенче, Северна Македония, част от Тетовско-Гостиварската епархия на Македонската православна църква – Охридска архиепископия.
Църквата се намира в местността Осойница на Сува гора, югоизточно от селото.
Андрей Стоянов, учителствал в Тетово от 1886 до 1894 година, пише:
| „ | Не далечъ отъ селото има развалини отъ монастиръ, който се е наричалъ Св. Недѣля; при тѣзи развалини селенитѣ-българи ходятъ на срѣдопостната недѣля, когато тукъ се извършва маслоосвящение, и на Великдень, когато заграждатъ развалнитѣ съ платно и се причастяватъ. | “ |

Църквата е построена в 1935 година, когато Теново е в Кралство Югославия.